# Ludwik Hickiewicz

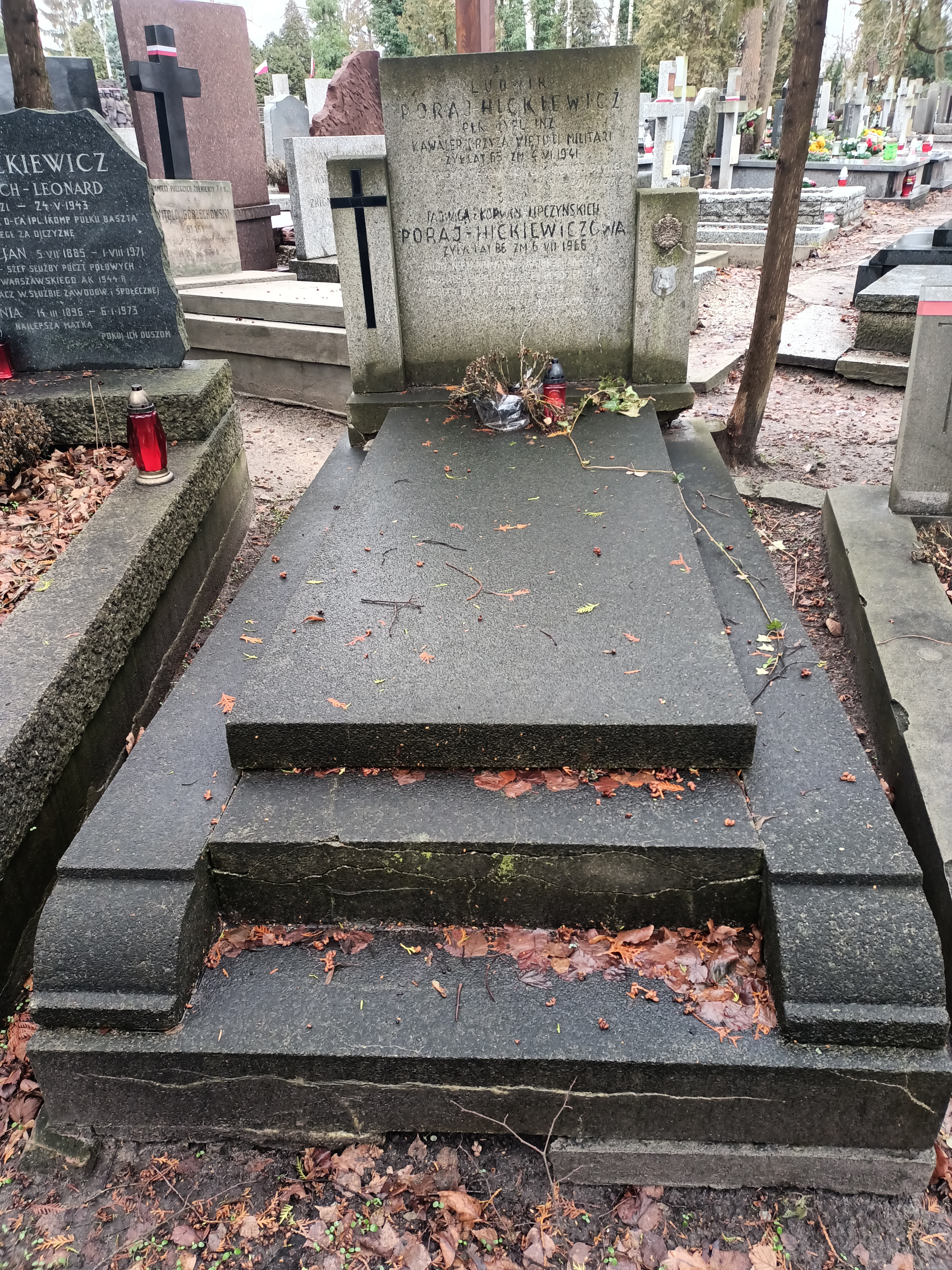
Grób Ludwika Poraja-Hickiewicza na cmentarzu wojskowym na Powązkach

Ludwik Zygmunt Hickiewicz (ur. 18 listopada 1876 we Lwowie, zm. 28 września 1939 w Warszawie) – pułkownik saperów Wojska Polskiego, kawaler Orderu Virtuti Militari, działacz niepodległościowy, inżynier budowy maszyn.

## Życiorys
Urodził się 18 listopada 1876 we Lwowie, w rodzinie Jana i Ludwiki z Pawlikowskich.
Szkołę powszechną i studia politechniczne ukończył we Lwowie, a gimnazjum  Krakowie. W latach 1892–1914 należał i brał czynny udział w drużynach Sokolich i wojskowych w Krakowie i we Lwowie. W latach 1898–1899 odbył obowiązkową służbę wojskową w cesarskiej i królewskiej armii, w charakterze jednorocznego ochotnika 15 batalionu pionierów. W 1899 roku został awansowany na porucznika. W cywilu pracował, jako inżynier w fabryce mechanicznej we Lwowie. Jednocześnie działał w organizacjach sokolich, a od 1913 roku został naczelnym kierownikiem Sokoła we Lwowie.
Jako oficer rezerwy, został powołany do armii austriackiej i służył w 33 pułku pionierów, w składzie którego wziął udział w walkach na froncie rosyjskim. W 1914 roku został ranny i dostał się do niewoli rosyjskiej, z której uciekł. Następnie został wyznaczony na dowódcę kompanii technicznej w 22 pułku piechoty i skierowany na front rosyjski. W październiku 1915 roku był ranny po raz drugi. Po wyleczeniu został skierowany na front włoski. Tam po raz trzeci został ciężko ranny.
W listopadzie 1918 roku wstąpił do Wojska Polskiego. Został komendantem sześciu pociągów pancernych i wyróżnił się w walkach o Przemyśl i Lwów. W walkach pod Lwowem odniósł ranę w nogę i stracił prawe oko. W 1919 roku został dowódcą 3 batalionu saperów 3 Dywizji Piechoty Legionów. W 1919 roku wziął udział w forsowaniu Dźwiny po lodzie. Jako szef inżynieryjnej grupy operacyjnej wziął czynny udział w marszu na Kijów, gdzie rozbroił zaminowany most łańcuchowy, po czym przez dwie doby bronił dwóch mostów dzięki temu udał się atak na Kijów. Do końca wojny był szefem Inżynierii i Saperów 3 Armii.
Po wojnie został dowódcą 6 pułku saperów. Następnie w 1921 zastępcą szefa Departamentu V Inżynierii i Saperów Ministerstwa Spraw Wojskowych. 3 maja 1922 roku został zweryfikowany w stopniu pułkownika ze starszeństwem z dniem 1 czerwca 1919 roku i 9. lokatą w korpusie oficerów inżynierii i saperów. W 1923 roku został szefem Inżynierii i Saperów w Dowództwie Okręgu Korpusu Nr X w Przemyślu. W 1924 roku objął obowiązki szefa saperów w Dowództwie Okręgu Korpusu Nr I. Z dniem 30 września 1927 roku został przeniesiony w stan spoczynku. W 1934 roku pozostawał w ewidencji Powiatowej Komendy Uzupełnień Warszawa Miasto III. Posiadał przydział do Oficerskiej Kadry Okręgowej Nr I. Był wówczas „przewidziany do użycia w czasie wojny”.
Na początku września 1939 roku zgłosił się do wojska i został wyznaczony na zastępcę dowódcy saperów Dowództwa Obrony Warszawy. Zmarł z ran 28 września 1939 roku. Został pochowany na Cmentarzu Wojskowym na Powązkach (kwatera A 22, PÓŁKOLE, grób 5).
Był żonaty, miał sześcioro dzieci: Jana (ur. 1902), Marię (ur. 1905), Tadeusza (ur. 1906), Bogusława (ur. 1911), Jadwigę (ur. 1918) i Ludwika (ur. 1921).

## Ordery i odznaczenia
- Krzyż Srebrny Orderu Wojskowego Virtuti Militari nr 2676 – 10 sierpnia 1922[13][14][15]
- Krzyż Kawalerski Orderu Odrodzenia Polski[16]
- Krzyż Walecznych czterokrotnie (po raz 1, 2 i 3 w 1922[17])[18]
- Złoty Krzyż Zasługi – 18 stycznia 1926 „za zasługi położone z narażeniem życia w akcji ratowniczej podczas powodzi”[19][20]
- Medal Niepodległości – 22 kwietnia 1938 „za pracę w dziele odzyskania niepodległości”[21][22][23]
- Medal Pamiątkowy za Wojnę 1918–1921 – 1929[24]
- Medal Dziesięciolecia Odzyskanej Niepodległości – 1929[24]
- Odznaka za Rany i Kontuzje z dwiema gwiazdkami[25]
- Krzyż Obrony Lwowa[24]
- Gwiazda Przemyśla[24]
- Odznaka pamiątkowa „Orlęta”[24]
- łotewski Order Pogromcy Niedźwiedzia III klasy – 13 stycznia 1927[26][24][27]